# محمد بن صقر القاسمي
محمد بن صقر بن خالد بن سلطان بن صقر بن راشد القاسمي تولى حكم إمارة الشارقة لعدة أيام بعد وفاة أخيه سلطان الثاني بن صقر القاسمي اعتبارا من 23 مارس 1951م إلى أن نصّب ابن أخيه الشيخ صقر بن سلطان القاسمي حاكماً لإمارة الشارقة في 21 مايو 1951م. والده هو صقر بن خالد القاسمي حاكم إمارة الشارقة (من 1883إلى 1914).

## حياته الخاصة
تزوج من مريم بنت غانم بن سالم الشامسي (توفيت في 11 أغسطس 2010)، وأنجب منها:
- خالد بن محمد القاسمي حاكم الشارقة من 24 يونيو 1965 إلى وفاته في 24 يناير 1972.
- سلطان بن محمد القاسمي حاكم الشارقة من 24 يناير 1972 ولغاية الآن.
- صقر بن محمد القاسمي قائد عام شرطة الشارقة السابق.
- عبد العزيز بن محمد القاسمي ولي العهد وقائد الحرس الأميري السابق (توفي في 23 يناير 2005 ).[2]
- عبد الله بن محمد القاسمي.
- شيخة بنت محمد القاسمي.

تزوج من مريم بنت عبد الرحمن بن محمد الشامسي وأنجب منها:
- موزة بنت محمد القاسمي (توفيت في 11 نوفمبر 2001).[4]
- علياء بنت محمد القاسمي (توفيت في 16 سبتمبر 2013).[5] والدة عبدالله بن سالم بن سلطان القاسمي نائب حاكم الشارقة.[5]

تزوج من ميثاء بنت محمد بن عبيد بن جرش وأنجب منها:
- راشد بن محمد القاسمي.

تزوج من مريم بنت سالم بن خميس السويدي (توفيت في 7 مايو 2019) وأنجب منها:
- حميد بن محمد القاسمي (توفي في 20 يناير 2012).[7]
- علي بن محمد القاسمي.
- غاية بنت محمد القاسمي.
- نورة بنت محمد القاسمي.
- عائشة بنت محمد القاسمي.
- عزة بنت محمد القاسمي.